# H. L. Carnahan
Herschel L. „H. L.“ Carnahan (* 31. August 1879 in Aledo, Illinois; † 31. März 1941 in Los Angeles, Kalifornien) war ein US-amerikanischer Politiker. Zwischen 1928 und 1931 war er Vizegouverneur des Bundesstaates Kalifornien.

## Werdegang
Im Jahr 1896 absolvierte H. L. Carnahan das Monmouth College in seinem Heimatstaat Illinois. Nach einem anschließenden Jurastudium und seiner 1904 erfolgten Zulassung als Rechtsanwalt begann er in diesem Beruf zu arbeiten. Gleichzeitig schlug er als Mitglied der Republikanischen Partei eine politische Laufbahn ein. 1920 war er Ersatzdelegierter zur Republican National Convention, auf der Warren G. Harding als Präsidentschaftskandidat nominiert wurde. Zwischenzeitlich war er nach Kalifornien gezogen, wo er einige lokale Ämter bekleidete.
Nach dem Rücktritt von Vizegouverneur Buron Fitts wurde Carnahan zu dessen Nachfolger ernannt. Dieses Amt hatte er zwischen 1928 und dem regulären Ende der Amtszeit im Jahr 1931 inne. Dabei war er Stellvertreter von Gouverneur C. C. Young und Vorsitzender des Staatssenats. Im Jahr 1931 wurde Carnahan Building und Loan Commissioner seines Staates. Ansonsten praktizierte er wieder als Anwalt. Er starb am 31. März 1941 in einem Krankenhaus in Los Angeles an einer Schussverletzung, die er sich selbst beigebracht hatte.